# Én vagyok a petri gulyás
Az Én vagyok a petri gulyás valószínűleg műköltői eredetű csárdás. A szöveg első változata a XVIII. század végéről származik, Kresznerics Ferenc 1816-os kéziratos dalgyűjteményében már szerepel. Dallama először Kelemen László Világi Énekes Könyvében jelent meg 1828-ban. Az 1820-as és 30-as években több énekeskönyvbe és ponyvakiadványba is bekerült, ami akkori ismertségét bizonyítja. Limbay Elemér 1885-ös Magyar dal-tárában négy változata van. Ezután már nem jelent meg új főváltozata.
Jókai Mór 1893-ban írt Sárga Rózsa című könyvében mint a gulyást bosszantó gúnynótát említi.
Feldolgozás:
| Szerző        | Mire          | Mű                    |
| ------------- | ------------- | --------------------- |
| Farkas Ferenc | ének, zongora | 50 csárdás, 40. kotta |

## Kotta és dallam
Én vagyok a petri gulyás,

én őrzöm a nyájat, nem más.

A bojtárom vizen, sáron,

magam a paplanos ágyon.

## Felvételek
- Csárdás-Folge 1 cardas1 Én vagyok a petri gulyás. YouTube (2016. február 16.)  (Hozzáférés: 2017. január 26.) (audió) zenekari feldolgozás